# Vierteenlandschildpad
De vierteenlandschildpad (Testudo horsfieldii) is een schildpad uit de familie landschildpadden (Testudinidae), en wordt ook wel vierteenschildpad of Russische vierteenlandschildpad genoemd. De soort werd voor het eerst wetenschappelijk beschreven door John Edward Gray in 1844. Later werd de wetenschappelijke naam Testudinella Horsfieldii gebruikt. De soortaanduiding horsfieldi is een eerbetoon aan de Amerikaanse natuuronderzoeker Thomas Horsfield (1773-1859).

## Uiterlijke kenmerken
De gemiddelde schildlengte is ongeveer 20 tot 25 centimeter lang, maximaal 28 centimeter. De schildpad heeft een bol schild met een donkerbruine tot zwarte kleur. De schildplaten zijn regelmatig en zeshoekig, de randen ertussen zijn geelbruin en maken dat de schildplaten goed te onderscheiden zijn. Ook het plastron is zeer donkerbruin tot zwart met een gele lijnentekening die de randen van de buikplaten volgen. De schildpad draagt slechts vier nagels aan iedere poot, in tegenstelling tot alle andere landschildpadden.

## Algemeen
De vierteenlandschildpad leeft in warme streken in droge omgevingen in zuidoostelijk Azië. De schildpad komt voor in de landen Afghanistan, Azerbeidzjan, China, Iran, Kazachstan, Kirgizië, Oezbekistan, Pakistan, Rusland, Tadzjikistan en Turkmenistan.
Het voedsel bestaat uit plantendelen als fruit, maar ook sappige groene planten, grassen en andere plantendelen worden gegeten. De dieren zijn slechts enkele maanden actief, in de winter houdt deze soort een winterslaap in een hol onder de grond. De schildpad overleeft een temperatuur van bijna vijf graden onder nul, waarschijnlijk doordat er in het lichaamsvocht een stof zit die werkt als antivries, zodat geen bevriezing optreedt.

## Ondersoorten
Er worden zes ondersoorten erkend, inclusief de pas in 2009 voor het eerst wetenschappelijk beschreven ondersoort Testudo horsfieldii kuznetzovi. De ondersoorten verschillen in het uiterlijk en het verspreidingsgebied.
- Ondersoort Testudo horsfieldii horsfieldii
- Ondersoort Testudo horsfieldii bogdanovi
- Ondersoort Testudo horsfieldii kazachstanica
- Ondersoort Testudo horsfieldii kuznetzovi
- Ondersoort Testudo horsfieldii rustamovi
- Ondersoort Testudo horsfieldii terbishi